# I Love It Loud
«I Love It Loud» — песня группы Kiss с их студийного альбома 1982 года Creatures of the Night.
Как пишет музыкальный сайт AllMusic, альбом Creatures of the Night является одним из самых любимых для фанатов Kiss. потому что он один из самых чистокровно металлических среди всех альбомов группы. И песня «I Love It Loud» лучше всего определяет хард-роковый настрой альбома.
Песня практически представляет собой клятву верности хард-року. Текст песни написал Джин Симмонс. Текст одновременно и весёлый, и к теме относится очень серьёзно. Как замечает AllMusic, такой эффект сочетания весёлости и серьёзности достигается за счёт того, что в песне чередуются игривые двустишия вроде «Whiplash, heavy metal accident / Rock on, I wanna be President» с вдохновляющими, возбуждающими и воодушевляющими, как «Turn it up, got me hypnotized / Rock on, I won’t be tranquilized». Припев же подытоживает и представляет собой декларацию о намерениях: «I love it loud, wanna hear it loud / Right between the eyes / Loud, wanna hear it loud / No one’s gonna compromise».